# فرهنگ قرآن
فرهنگ قرآن مُعجم معنایی معارف و مفاهیم قرآن کریم است که به شیوه‌ای نو و به صورت الفبایی-موضوعی سامان یافته‌است. این کتاب حاوی هزاران موضوع قرآنی است که در ۳۳جلد تدوین شده‌است. این مجموعه که بزرگ‌ترین فرهنگ مفهومی موضوعات قرآنی است، علاوه بر نقش اطلاع‌رسانی در زمینه معارف قرآن، خود نوعی تفسیر موضوعی به شمار می‌آید. این معجم معنایی، یکی از بزرگترین و جامع‌ترین معاجم تدوین شده تاکنون می‌باشد.

## معرفی
نخستین هدف این اثر، گردآوری همه اطلاعات قرآنی براساس مفاهیم، و در نهایت طبقه‌بندی آن‌ها برای استفاده آسان و سریع خواننده است. در این شیوه، آیات قرآن بر اساس معنا و محتوای آن‌ها، فیش‌برداری و نمایه‌سازی شده‌است، و سپس زیر عناوین و موضوعات کلی یا نسبتاً کلی قرار گرفته‌است.
هم اکنون ۳۳ جلد  آن منتشر شده‌است. نسخه دیجیتالی آن هم بر روی اینترنت در اختیار کاربران قرار دارد.

## پیشینه
ایدهٔ اولیه این اثر توسط اکبر هاشمی رفسنجانی پیش از انقلاب اسلامی ایران مطرح شده‌است، و در نهایت توسط واحد «پژوهشکده فرهنگ و معارف قرآن پژوهشگاه علوم و فرهنگ اسلامی(وابسته دفتر تبلیغات اسلامی حوزه علمیه قم)» کار پژوهشی آن انجام یافته، و منتشر گشته است. پژوهشکده فرهنگ و معارف قرآن، در آغاز فعّالیت خود برای تکمیل برداشت‌های تفسیری آیت‌الله هاشمی رفسنجانی کار تدوین تفسیر راهنما را با روشی نو آغاز کرد که در ۲۲ جلد انجام شد. در این تفسیر، بیش از ۶۰ هزار فیش و برداشت از قرآن بر اساس ترتیب آیات، گرد آمده است که همه دارای نمایه بوده، از فهرست موضوعی جامعی برخوردار است.
در مرحله بعد، به منظور راه‌یابی آسان به موضوعات و مفاهیم قرآنی، این فیش‌های با افزودن اطلاعات تکمیلی در پژوهش جدید، بر پایه نظام الفبایی طبقه‌بندی شد و با نام «فرهنگ قرآن» عرضه شده‌است.
در گام بعدی، با استفاده از پژوهش‌های یاد شده، و هماهنگ با آن‌ها، در جهت پرداختن نظامواره به موضوعات قرآنی، برای هر یک از عناوین و مدخل‌های فراهم آمده، مقاله‌ای نگاشته شده، و «دائرةالمعارف قرآن کریم» نام گرفته‌است.
قرار است بر اساس این دائرةالمعارف، تفسیر موضوعی جامعی شامل همه مفاهیم قرآن نگاشته شود.